# Lupěné (przystanek kolejowy)
Lupěné – przystanek kolejowy w miejscowości Lupěné, w kraju ołomunieckim, w Czechach. Znajduje się na wysokości 290 m n.p.m. i leży na linii kolejowej nr 270.